# 1981년 프랑스 총선
1981년 프랑스 총선은 1981년 6월 14일과 6월 21일 프랑스에서 치러진 총선이다.
1981년 대선에서 사회당의 프랑수아 미테랑 후보가 3수 끝에 당선되면서, 프랑스 제5공화국 최초의 좌익정권이 탄생했다. 그러나 좌익진영은 직전 총선에서 패배해 프랑스 하원 491석 중 103석의 소수정당에 불과했고, 이에 미테랑 대통령은 피에르 모루아 수상을 통해 하원을 해산하고 재선거를 치르게 된다.
우익 진영은 공산당 수상 가능성을 제기하며 권력집중을 견제해야 한다 주장했으나, 프랑스 공산당은 이미 좌익진영의 주도권을 상실한 상태였고, 자크 시라크 전 수상의 공화국연합과 발레리 지스카르 데스탱 전 대통령의 프랑스 민주연합의 갈등으로 우익진영은 단결하지 못했으며, 무엇보다 우익정권 하에서 경제위기를 겪으면서 최초의 좌익정권을 탄생시킨 유권자들의 변화를 향한 열망은 우익진영의 의석수를 거의 절반으로 줄이게 된다.
프랑스 공산당 역시 대선에서 사회당이 승리하자 좌익진영의 주도권을 잃고 의석수가 절반으로 줄어 1936년 이후 가장 적은 의석수를 얻게 된다.
반면 여당이 된 사회당은 정권교체 바람을 타고 단독과반을 차지하게 된다.

## 선거 결과
1981년 6월 14일, 21일 프랑스 하원 선거결과
|          |                 | 사회당 - 좌익급진운동 - 사회당 - 좌익급진운동 | PS         | 9,432,362  | 37.52      | 9,198,332  | 49.25 | 283 - 269 - 14 |  |  |  |
|          | 프랑스 공산당   | PCF                                           | 4,065,540  | 16.17      | 1,303,587  | 6.98       | 44    |                |  |  |  |
|          | 기타좌파        | DVG                                           | 183,010    | 0.73       | 97,066     | 0.52       | 6     |                |  |  |  |
| 좌파연합 | 좌파연합        | 좌파연합                                      | 13,680,912 | 54.42      | 10,598,985 | 56.75      | 333   |                |  |  |  |
|          |                 | 공화국 연합                                   | RPR        | 5,231,269  | 20.81      | 4,174,302  | 22.35 | 85             |  |  |  |
|          | 프랑스 민주연합 | UDF                                           | 4,827,437  | 19.20      | 3,489,363  | 18.68      | 62    |                |  |  |  |
|          | 기타우파        | DVG                                           | 704,788    | 2.80       | 408,861    | 2.19       | 11    |                |  |  |  |
| 우파연합 | 우파연합        | 우파연합                                      | 10,763,494 | 42.81      | 8,072,526  | 43.23      | 158   |                |  |  |  |
|          | 극좌            | 극좌                                          | ExG        | 334,674    | 1.33       | 3,517      | 0.02  | -              |  |  |  |
|          | 생태주의자      | 생태주의자                                    | ECO        | 271,688    | 1.08       | -          | -     | -              |  |  |  |
|          | 국민전선        | 국민전선                                      | FN         | 90,422     | 0.36       | -          | -     | -              |  |  |  |
|          |                 |                                               |            |            |            |            |       |                |  |  |  |
| 합계     | 합계            | 합계                                          | 합계       | 25,141,190 | 100        | 18,675,028 | 100   | 491            |  |  |  |